# Bleu de ciel
Bleu de ciel est un tableau réalisé par Vassily Kandinsky en 1940. Cette huile sur toile est conservée au musée national d'Art moderne, à Paris.